# Шульга Захар Петрович
Заха́р Петро́вич Шульга́ (5 квітня 1899, с. Терешки, нині Шполянського району Черкаської області — ?) — український економіст, перший радянський ректор Чернівецького університету (1940—1941). Доктор економічних наук, професор (1953).

## Біографія
Закінчив Київський інститут народної освіти (1928). 1931 року став членом ВКП(б).
Від 1929 року працював у вищих навчальних закладах УРСР. Перший радянський ректор Чернівецького університету (1940—1941). Як доцент одночасно очолював і кафедру політекономії, читав курс з цього предмету. Науковою проблемою, яку досліджував тоді колектив кафедри, було утвердження соціалістичних виробничих відносин у сільському господарстві.
З березня 1945 по лютий 1948 року — завідувач відділу кадрів науки і культури Управління кадрами ЦК КП(б)У.
На 1954—1955 роки — завідувач кафедри політичної економії Київського державного університету.
На 1958—1959 роки — професор та завідувач кафедри політичної економії Інституту підвищення кваліфікації викладачів суспільних наук при Київському державному університеті.

## Наукова діяльність
Основні праці Шульги присвячено питанням аграрної політики КПРС. Серед них:
- Підготовка суцільної колективізації сільського господарства на Україні. — К., 1960.
- О методике научно-исследовательской работы. — К.: Издательство Киевского университета, 1973. — 160 с.
- Объективная обусловленность формирования агропромышленного комплекса // Вопросы общественных наук. — Выпуск 36. — К., 1983.

## Відзнаки та нагороди
- Почесна грамота Президії Верховної Ради УРСР (за підготовку кадрів в Київському університеті) (1959)